# Luigi Albertelli
Luigi Albertelli (Tortona, 21 giugno 1934 – Tortona, 19 febbraio 2021) è stato un paroliere e autore televisivo italiano.

## Biografia
Nato in una famiglia di origini piacentine, negli anni cinquanta pratica attivamente l'atletica leggera nella corsa veloce, diventando campione italiano giovanile e poi campione italiano nella staffetta 4x400 e vestendo la maglia azzurra.
Negli anni sessanta si dedica alla musica e alla pittura. Vincendo il Festival di Sanremo 1969 con la canzone Zingara su musica di Enrico Riccardi, con cui forma un sodalizio duraturo, inizia a dedicarsi esclusivamente alla musica in qualità di paroliere.
Come poi ha dichiarato lo stesso Albertelli, l'ispirazione per il testo di Zingara gli arrivò da un libro di David Herbert Lawrence (l'autore di L'amante di Lady Chatterly) intitolato La vergine e lo zingaro. Il brano era destinato inizialmente a Gianni Morandi il quale la fece ascoltare a Bobby Solo nel corso del Cantagiro del 1968. Da quell'ascolto si decise che l'avrebbe invece cantata quest'ultimo, in coppia con Iva Zanicchi. Proprio la versione dell'aquila di Ligonchio rimase quella più nota. La canzone venderà nel mondo oltre tre milioni di dischi in italiano.
Inizia da allora un'intensa attività che lo porterà a scrivere oltre mille canzoni, tra cui: Io mi fermo qui (Dik Dik e Donatello, Sanremo 1970), Come è dolce la sera (Donatello e Marisa Sannia 1971), Malattia d'amore (Donatello, vincitrice de La Gondola d'argento alla Mostra Internazionale di Musica Leggera di Venezia 1970), Donna sola (Mia Martini, vincitrice Gondola d'oro alla Mostra Internazionale di Musica Leggera di Venezia), La mia estate con te (Fred Bongusto, 1976), Ninna nanna (Caterina Caselli), Fiume azzurro (Mina 1972) riadattata poi, in lingua spagnola, da Mónica Naranjo nel 2000 con il titolo Sobrevivire, vendendo oltre un milione e mezzo di copie, Giorni (Mina 1977), Un corpo e un'anima (Wess e Dori Ghezzi, vincitrice dell'ultima edizione di Canzonissima 1974).
I successi proseguono con Da troppo tempo (Milva, terza classificata a Sanremo 1973), Un giorno insieme (Nomadi 1973), Casa mia (Equipe 84 1971), Aria di casa (Sammy Barbot 1981), Sarà la nostalgia (Sandro Giacobbe 1982), Why (Randy Crawford). Per Patty Pravo scrive l'intero album Patty Pravo, soprannominato Biafra dai fan, Ricominciamo (Adriano Pappalardo 1979), La notte dei pensieri per Michele Zarrillo, vincitrice del Festival di Sanremo 1987 nella Sezione Giovani, Sempre sempre sempre (Mina e Celentano nel 1998).
Alle canzoni di Luigi Albertelli e di Enrico Riccardi si deve l'affermazione sulla scena musicale negli anni '70 di Giampiero Anelli, un idraulico di Pavia che prenderà il nome d'arte di Drupi. Tutto nasce con la canzone Vado via che in italia inizialmente passa inosservata, arrivando ultima al Festival di Sanremo del 1973 e che vola al primo posto nella Hit Parade in Francia, in tutta Europa e nel mondo. La canzone sarà interpretata all'estero da diversi cantanti di successo, compresa Anni-Frid Lyngstad degli ABBA, nella versione in svedese intitolata Aldrig mej. Per il cantante scrive anche altri successi come Piccola e fragile, Sereno è, Sambariò.
Nel 1983 scrive i testi di alcuni dei brani di Un po' di Zucchero, album d'esordio di Zucchero Fornaciari. Dal 1984 al 1987 si occupa, in qualità di produttore musicale e autore dei testi, di tutti i lavori discografici di Fiordaliso per la quale scrive, oltre alla sua hit più nota Non voglio mica la luna anche gli altri due successi sanremesi Il mio angelo e Fatti miei. Luigi Albertelli è l’autore di cui Mia Martini abbia cantato il maggior numero di testi, 23, esclusi gli inediti.
Intensa è anche l'attività di autore di sigle per telefilm e cartoni animati. La sua prima sigla per la televisione di enorme successo è Furia del 1977, interpretata da Mal su musica degli Oliver Onions, che riuscirà a superare il milione e seicentomila copie vendute. L'anno successivo scrive il testo e produce insieme a Vince Tempera (autore delle musiche) il brano Ufo Robot e tutto l'album Atlas UFO Robot, bissando un altro risultato clamoroso.  Negli anni seguenti crea una serie di sigle famose, come Goldrake, Capitan Harlock, Daitarn III, la Ballata di Bo e Luke, Nano Nano, Dallas, George e Mildred, Anna dai capelli rossi, Hello! Spank, Capitan Futuro, Remì le sue avventure, L'Apemaia va, Astro Robot, La Principessa Zapphire, Huck e Jim, Tekkaman e molte altre.  Nel 2015 riceve il premio Romics d'Oro Musicale e tanti altri riconoscimenti legati al suo lavoro dedicato alle sigle.
Albertelli è stato anche autore televisivo, collaborando con Gianni Morandi (10 Hertz), Loretta Goggi (Loretta Goggi in quiz), Elisabetta Gardini (Caffè Italiano), Iva Zanicchi (Cento milioni più Iva), Serena Dandini (Producer), Alba Parietti (La Piscina), Piero Chiambretti (Complimenti per la trasmissione). Ha ideato i programmi, condotti da Mike Bongiorno, Telemike e Pentatlon, in cui ha ricoperto il ruolo di notaio dal 1985 al 1987. Nel campo pubblicitario ha realizzato jingle musicali;  tra i più importanti quelli per Coca Cola, Sprite, Brooklin.
Nel 2009 scrive le liriche del musical Il libro della giungla. Dal 2017 inizia la produzione della cantastorie Furia, sua ultima scoperta.
Il 3 giugno 2018 è ospite a Che tempo che fa di Fabio Fazio, in diretta su Rai 1. Il 15 giugno 2018 è ospite di Gigi Marzullo a Sottovoce.
Muore all'età di 86 anni nella città natale per le conseguenze di una caduta.

## Canzoni principali
| Anno | Titolo                                              | Autori del testo                                      | Autori della musica                   | Interpreti                                      |
| ---- | --------------------------------------------------- | ----------------------------------------------------- | ------------------------------------- | ----------------------------------------------- |
| 1963 | Le donne chic                                       | Luigi Albertelli                                      | Enrico Riccardi e Mansueto Deponti    | Rico Riccardi                                   |
| 1964 | Ciao da Salice Terme                                | Luigi Albertelli                                      | Enrico Riccardi                       | Rico Riccardi                                   |
| 1964 | Grazie di essere tornata                            | Luigi Albertelli                                      | Enrico Riccardi                       | Rico Riccardi                                   |
| 1968 | Un vecchio amico come te                            | Luigi Albertelli                                      | Giuseppe Tosonotti                    | I Milionari                                     |
| 1969 | Zingara                                             | Luigi Albertelli                                      | Enrico Riccardi                       | Bobby Solo e Iva Zanicchi                       |
| 1970 | Ala bianca                                          | Luigi Albertelli                                      | Elton John                            | Nomadi                                          |
| 1970 | Mille e una sera                                    | Luigi Albertelli                                      | Beppe Carletti e Dembrao Gilocchi     | Nomadi                                          |
| 1970 | Io mi fermo qui                                     | Luigi Albertelli                                      | Enrico Riccardi                       | Donatello e Dik Dik                             |
| 1970 | Addio Angelina                                      | Luigi Albertelli                                      | Bob Dylan                             | Bobby Solo                                      |
| 1970 | La corriera                                         | Luigi Albertelli                                      | Roberto Soffici                       | Anna Maria Izzo                                 |
| 1970 | Un passatempo                                       | Luigi Albertelli                                      | Jan Visser ed Hans Bouwens            | Nada                                            |
| 1970 | Primo sole, primo fiore                             | Luigi Albertelli                                      | Donato Renzetti                       | Ricchi e Poveri                                 |
| 1970 | Sei come sei                                        | Luigi Albertelli                                      | Bob Dylan                             | Giusy Balatresi                                 |
| 1970 | Malattia d'amore                                    | Luigi Albertelli                                      | Maurizio Fabrizio                     | Donatello                                       |
| 1971 | Ninna nanna (cuore mio)                             | Luigi Albertelli                                      | Enrico Riccardi                       | Caterina Caselli e Dik Dik                      |
| 1971 | Una tazza di caffè                                  | Luigi Albertelli                                      | Piero Soffici                         | Anna Maria Izzo                                 |
| 1971 | La voce del vento                                   | Luigi Albertelli                                      | Piero Soffici                         | Anna Maria Izzo                                 |
| 1971 | Casa mia                                            | Luigi Albertelli                                      | Roberto Soffici                       | Nuova Equipe 84                                 |
| 1971 | Uomo                                                | Luigi Albertelli                                      | Enrico Riccardi                       | Mina                                            |
| 1972 | Amanti                                              | Luigi Albertelli                                      | Maurizio Fabrizio                     | Mia Martini                                     |
| 1972 | Fiume azzurro                                       | Luigi Albertelli                                      | Enrico Riccardi                       | Mina                                            |
| 1972 | Mediterraneo                                        | Luigi Albertelli                                      | Enrico Riccardi                       | Milva                                           |
| 1973 | Vado via                                            | Luigi Albertelli                                      | Enrico Riccardi                       | Drupi                                           |
| 1973 | Dimmelo tu                                          | Luigi Albertelli                                      | Massimo Guantini                      | Mia Martini                                     |
| 1973 | Tu sei così                                         | Luigi Albertelli                                      | Massimo Guantini                      | Mia Martini                                     |
| 1973 | Un giorno insieme                                   | Luigi Albertelli                                      | Roberto Soffici                       | I Nomadi                                        |
| 1973 | Da troppo tempo                                     | Luigi Albertelli                                      | Giancarlo Colonnello                  | Milva                                           |
| 1973 | Lamento d'amore                                     | Luigi Albertelli                                      | Enrico Riccardi                       | Mina                                            |
| 1973 | Un po' di te                                        | Luigi Albertelli                                      | Enrico Riccardi e Franco Califano     | Caterina Caselli                                |
| 1974 | Alba                                                | Luigi Albertelli                                      | Massimo Guantini                      | Mia Martini                                     |
| 1974 | Un corpo e un'anima                                 | Luigi Albertelli                                      | Umberto Tozzi e Damiano Dattoli       | Wess e Dori Ghezzi                              |
| 1974 | Piccola e fragile                                   | Luigi Albertelli                                      | Enrico Riccardi                       | Drupi                                           |
| 1974 | Desiderare                                          | Luigi Albertelli                                      | Massimo Guantini                      | Caterina Caselli                                |
| 1974 | Una grande emozione                                 | Luigi Albertelli                                      | Roberto Soffici                       | Caterina Caselli                                |
| 1975 | Quasi quasi                                         | Luigi Albertelli                                      | Bruno Tavernese                       | Nomadi                                          |
| 1975 | Al mondo                                            | Luigi Albertelli                                      | Damiano Dattoli                       | Mia Martini                                     |
| 1975 | Piano pianissimo                                    | Luigi Albertelli                                      | Damiano Dattoli e Maurizio Fabrizio   | Mia Martini                                     |
| 1975 | Padrone                                             | Luigi Albertelli                                      | Damiano Dattoli                       | Mia Martini                                     |
| 1975 | Nevicate                                            | Luigi Albertelli                                      | Natale Massara                        | Mia Martini                                     |
| 1975 | Questi miei pensieri                                | Luigi Albertelli e Salvatore Fabrizio                 | Maurizio Fabrizio                     | Mia Martini                                     |
| 1975 | Controsensi                                         | Luigi Albertelli                                      | Maurizio Fabrizio                     | Mia Martini                                     |
| 1975 | Uappa                                               | Luigi Albertelli                                      | Enrico Riccardi                       | Mina                                            |
| 1975 | Sereno è                                            | Luigi Albertelli                                      | Enrico Riccardi                       | Drupi                                           |
| 1976 | La mia estate con te                                | Luigi Albertelli                                      | Giancarlo Colonnello                  | Fred Bongusto                                   |
| 1976 | Sempre sempre sempre                                | Luigi Albertelli                                      | Enrico Riccardi                       | Gianni Farè                                     |
| 1977 | Tesoro mio                                          | Luigi Albertelli                                      | Corrado Conti e Franco Cassano        | La Strana Società                               |
| 1977 | Furia                                               | Luigi Albertelli                                      | Guido e Maurizio De Angelis           | Mal                                             |
| 1977 | Furia soldato/Furia e la bella Marilù               | Luigi Albertelli                                      | Paul Bradley Couling e Adelmo Musso   | Mal                                             |
| 1977 | Pussy la balena buona                               | Luigi Albertelli                                      | Alberto Anelli                        | Arianna e Loretta                               |
| 1978 | Ufo Robot/Shooting Star                             | Luigi Albertelli                                      | Vince Tempera e Ares Tavolazzi        | Actarus                                         |
| 1978 | Goldrake/Vega                                       | Luigi Albertelli                                      | Vince Tempera e Massimo Luca          | Actarus                                         |
| 1978 | Nano nano                                           | Luigi Albertelli                                      | Vince Tempera                         | Bruno D'Andrea                                  |
| 1978 | Amore senza fine                                    | Luigi Albertelli                                      | Pierluigi Falabrino                   | Blue Max (Massimo Davico)                       |
| 1978 | Carissimo maestro di Padova                         | Luigi Albertelli                                      | Fred Bongusto e Mario Tognati         | Fred Bongusto                                   |
| 1979 | George & Mildred/Una casa                           | Luigi Albertelli                                      | Vince Tempera                         | Gin & Tonic                                     |
| 1979 | Capitan Harlock/I corsari delle stelle              | Luigi Albertelli                                      | Vince Tempera e Massimo Luca          | La banda dei bucanieri                          |
| 1979 | Remi le sue avventure                               | Luigi Albertelli                                      | Vince Tempera e Ares Tavolazzi        | I ragazzi di Remi                               |
| 1979 | Ricominciamo                                        | Luigi Albertelli                                      | Bruno Tavernese                       | Adriano Pappalardo                              |
| 1979 | Capirai                                             | Luigi Albertelli                                      | Bruno Tavernese                       | Iva Zanicchi                                    |
| 1980 | Mi piaci tu                                         | Luigi Albertelli                                      | Franco Fasano e Italo Ianne           | Franco Fasano                                   |
| 1980 | Anna dai capelli rossi/Come le piume dei pettirossi | Luigi Albertelli                                      | Vince Tempera                         | I ragazzi dai capelli rossi                     |
| 1980 | Daitan III/Futuromania                              | Luigi Albertelli                                      | Vince Tempera                         | I Micronauti                                    |
| 1980 | Astro Robot contatto ypsylon/Quattro supereroi      | Luigi Albertelli                                      | Vince Tempera                         | Gli Ypsilon                                     |
| 1980 | Capitan Futuro/Gran capitano                        | Luigi Albertelli                                      | Vince Tempera                         | Micronauti                                      |
| 1980 | Huck e Jim/Il più forte                             | Luigi Albertelli                                      | Massimo Luca                          | Louisiana Group                                 |
| 1980 | La principessa Sapphire                             | Luigi Albertelli                                      | Corrado Castellari                    | I cavalieri di Silverland                       |
| 1980 | Tekkaman/Il cavaliere dello spazio                  | Luigi Albertelli                                      | Vince Tempera                         | Micronauti                                      |
| 1980 | Monkey                                              | Luigi Albertelli                                      | Roberto Soffici                       | I Coccodrilli                                   |
| 1980 | Ty Uan                                              | Luigi Albertelli                                      | Bruno Tavernese                       | Gli Atomi                                       |
| 1981 | La ballata di Bo e Luke                             | Luigi Albertelli                                      | Augusto Martelli                      | Il coro di Augusto Martelli                     |
| 1981 | Dallas                                              | Luigi Albertelli                                      | Augusto Martelli                      | Lou Ciaramitaro con Il coro di Augusto Martelli |
| 1981 | Five                                                | Luigi Albertelli                                      | Augusto Martelli                      | Five con Il coro di Augusto Martelli            |
| 1981 | Gatchaman la battaglia dei pianeti/7 Zark 7         | Luigi Albertelli                                      | Augusto Martelli                      | Orchestra e coro di Augusto Martelli            |
| 1981 | Ape ape Apemaia                                     | Luigi Albertelli                                      | Vince Tempera                         | I Pungiglioni                                   |
| 1981 | Tansor 5                                            | Luigi Albertelli                                      | Augusto Martelli                      | Orchestra e coro di Augusto Martelli            |
| 1981 | Aria di casa                                        | Luigi Albertelli                                      | Bruno Tavernese                       | Sammy Barbot                                    |
| 1981 | Gianni e Pinotto                                    | Luigi Albertelli                                      | Salvatore Fabrizio                    | Alfa                                            |
| 1982 | Gioventù/Un uomo va                                 | Luigi Albertelli                                      | Vince Tempera                         | Paola e Federica                                |
| 1982 | Marco                                               | Luigi Albertelli                                      | Vince Tempera                         | Gli amici di Marco                              |
| 1982 | Nils Holgersson                                     | Luigi Albertelli                                      | Vince Tempera                         | I fratelli Grimm                                |
| 1982 | Sarà la nostalgia                                   | Luigi Albertelli                                      | Sandro Giacobbe                       | Sandro Giacobbe                                 |
| 1984 | Il fedele Patrash                                   | Luigi Albertelli                                      | Vince Tempera                         | I Cuccioli                                      |
| 1984 | Non voglio mica la luna                             | Luigi Albertelli                                      | Zucchero e Enzo Malepasso             | Fiordaliso                                      |
| 1984 | Li-be-llu-la                                        | Luigi Albertelli                                      | Enzo Malepasso                        | Fiordaliso                                      |
| 1985 | Il mio angelo                                       | Luigi Albertelli                                      | Enzo Malepasso                        | Fiordaliso                                      |
| 1986 | Fatti miei                                          | Luigi Albertelli                                      | Zucchero e Enzo Malepasso             | Fiordaliso                                      |
| 1987 | Il canto dell'estate                                | Luigi Albertelli                                      | Umberto Smaila e Enzo Malepasso       | Fiordaliso                                      |
| 1987 | La notte dei pensieri                               | Luigi Albertelli, Daniele Baima Besquet e Luigi Lopez | Michele Zarrillo e Luigi Lopez        | Michele Zarrillo                                |
| 1987 | Dolce Lassie                                        | Luigi Albertelli e Ermanno Capelli                    | Elisabetta Paselli e Franca Poli      | Giorgia                                         |
| 2008 | Cantico d'amore                                     | Luigi Albertelli                                      | Gianfranco Caliendo e Stefano Artiaco | Stefano Artiaco                                 |
| 2008 | Giorni                                              | Luigi Albertelli                                      | Gianfranco Caliendo e Stefano Artiaco | Stefano Artiaco                                 |